# 龙里北站
龙里北站是贵广客运专线以及贵南高速铁路的一个火车站，位于中华人民共和国贵州省黔南州龙里县冠山街道水桥社区茅草冲，距离龙里县城2公里，贵阳市区33公里，2014年12月26日随贵广客运专线开通而投入运营。

## 车站结构
龙里北站是贵广高铁途经的第一站。在白云（贵阳东站）至龙里北路段完工前，贵广铁路列车通过本站和老罗堡所、经沪昆铁路贵阳客车外绕线进入贵阳站。龙里北站站台总规模为4台8线，其中一半用于贵广高铁，一半用于龙里联络线。

## 附近景区
- 巴江古遗道
- 龙架山国家森林公园